# Кузьминська Олена Костянтинівна
Кузьминська Олена Костянтинівна (9 вересня 1954 року — 5 травня 1997 року) — український економіко-географ, кандидат географічних наук, доцент Київського національного університету імені Тараса Шевченка.

## Біографія
Народилась 9 вересня 1954 року в Києві. З відзнакою закінчила у 1976 році географічний факультет кафедру економічної географії Київського університету. З 1976 року працювала на кафедрі. Кандидатська дисертація під керівництвом академіка НАН України М. М. Паламарчука «Территориальная организация промышленности и расселения в зоне городской агломерации (на примере Киевской агломерации)» захищена у 1985 році. З 1992 року працювала на географічному факультеті Київського університету доцентом кафедри країнознавства і туризму. У 1994—1997 роках викладач, доцент кафедри гуманітарних дисциплін підготовчого факультету для іноземних студентів, доцент кафедри міжнародних економічних відносин Інституту міжнародних відносин, кафедри міжнародної журналістики Інституту журналістики.

## Наукові праці
Сфера наукових досліджень: географічні проблеми європейської інтеграції, формування зовнішньоекономічного комплексу України. Автор 12 наукових праць. Основні праці:
1. (рос.) К вопросу о функционально-территориальной организации городских агломераций / Современные проблемы географии. — Пермь, 1985.
2. (рос.) Проблемы территориальной организации промышленной системы крупного города / Географическое общество СССР. VIII съезд. — К., 1986.
3. Економічна і соціальна географія світу: Підручник. — К., 1997 (у співавторстві).